# 中甸杓兰
中甸杓兰（学名：Cypripedium bardolphianum var. zhongdianense）为兰科杓兰属下的一个变种。

## 扩展阅读
- 維基物種上的相關：中甸杓兰